# Guy de Boysson
Pour les articles homonymes, voir Famille de Boysson et Boysson.
Guy de Boysson, de son nom complet Guy Marie Xavier Jacques de Boysson, né le 5 août 1918 à Chindrieux (Savoie) et mort le 4 décembre 2012 à Paris (4e arrondissement), est un résistant, un banquier et un homme politique français, proche du Parti communiste. Il est notamment député de l'Aveyron de 1945 à 1948 et travaille à la Banque commerciale de l'Europe du Nord à partir de 1952.

## Biographie

### Origines familiales
Issu d'une vieille famille catholique, Guy de Boysson est le fils de Louis de Boysson (1881-1971), ingénieur général du Génie maritime et directeur général adjoint de la compagnie d'Orléans, et de Marie Jeanne d'Anglejan-Châtillon. 
Il est le neveu d'Antoine de Boysson et le petit-fils de Xavier de Boysson (1851-1927), directeur du contrôle général des armées et secrétaire général du ministère de la Guerre. Parmi ses dix frères et sœurs, on trouve notamment Pascale de Boysson ainsi que l'épouse du général Jean-Marc Pineau. 

### Études
Il fait ses études au grand séminaire de Lyon puis au lycée Janson-de-Sailly à Paris. Il effectue ses études supérieures aux facultés de droit de Paris et de Lyon, puis à l'École libre des sciences politiques, dont il est diplômé.
Il est titulaire d'un doctorat en droit après avoir soutenu une thèse sur « Les écoles primaires privées et les pouvoirs publics ». 

### Seconde Guerre mondiale
Engagé dans la Résistance au sein des maquis FTP, il est décoré de la croix de guerre.
Secrétaire général des Forces unies de la jeunesse patriotique, il devient membre de l'Assemblée consultative provisoire le 8 novembre 1944. Il y est rapporteur du budget de la jeunesse, de l'éducation physique et des sports au cours de la séance du 29 mars 1945.

### Après-guerre (1945-1952)
Il est député communiste de l'Aveyron de 1945 à 1948 et conseiller de l'Union française au titre de l'Assemblée nationale de 1948 à 1952.
Il est aussi associé-gérant des éditions du Jeune combattant et directeur de publication du magazine sportif Miroir Sprint, fondé en juin 1946, jusqu’en 1948.
Président de la Fédération mondiale de la jeunesse démocratique, il organise le Congrès de la Paix de Prague. 

### À la Banque commerciale de l'Europe du Nord (à partir de 1952)
Entré en 1952 à la Banque commerciale pour l'Europe du Nord comme conseiller, il en devient le directeur en 1957, puis le président-directeur général en 1965. 
En 1979, le journaliste d'investigation Jean Montaldo s'empara du contenu des poubelles placées devant le siège de la banque et put ainsi établir les liens financiers entre le Parti communiste français et l'Union soviétique. 

### Mariage et descendance
Il avait épousé Geneviève Chevrillon, nièce et petite-nièce des académiciens André Chevrillon et Hippolyte Taine.